# Insensibilità congenita al dolore con anidrosi
CIPA è l'acronimo di Congenital Insensitivity to Pain with Anhidrosis (in italiano insensibilità congenita al dolore con anidrosi).
Si tratta di una patologia congenita rarissima del sistema nervoso caratterizzata fondamentalmente da assenza tattile e anidrosi (assenza della sudorazione) e quindi impossibilità di avvertire il dolore, il calore e il freddo.
CIPA è la quarta tipologia di neuropatia ereditaria sensoriale e autonoma (HSAN), nota anche come HSAN IV o neuropatia ereditaria sensoriale e autonoma di tipo IV.
Diagnosticata in età precoce, questa malattia comporta evidenti difficoltà da parte del soggetto di regolare i propri comportamenti e può portare il soggetto a contrarre traumi o malattie che vengono però riconosciuti con difficoltà a causa proprio della mancanza di dolore. Il soggetto deve essere sottoposto a particolari cure e attenzioni per evitare ferite interne che degenerino fino alla morte senza possibilità d'intervenire. Il sistema nervoso è privo di nervi sensoriali, per questo non sente né il caldo né il freddo, ma comunque il soggetto possiede tutto il resto del sistema nervoso e può camminare e svolgere qualsiasi attività.

## Diagnosi differenziale
L'insensibilità congenita al dolore con anidrosi può essere scambiata per la lebbra, sulla base dei sintomi simili di gravi lesioni alle mani e piedi.

## Cause
La CIPA è causata da una mutazione genetica che impedisce la formazione delle cellule nervose che sono responsabili della trasmissione dei segnali di dolore, caldo e freddo al cervello. La malattia è autosomica recessiva. Non sembra avere alcuna particolare distribuzione etnica, anche se è più diffusa in culture in cui il meticciato è una pratica accettata. L'ipertermia uccide più della metà di tutti i bambini con CIPA prima dei 3 anni.
La mutazione genetica è nel gene che codifica il recettore tirosin chinasico neurotrofico (gene NTRK1). NTRK1 è un recettore per il nerve growth factor (NGF o fattore di crescita nervosa). Questa proteina induce la formazione di assoni e dendriti e promuove la sopravvivenza dei neuroni embrionali sensoriali e simpatici. La mutazione dell'NTRK1 non consente di legare NGF correttamente e può causare difetti nello sviluppo.

## Trattamento
I trattamenti suggeriti per la CIPA non sempre funzionano, però, vi sono alcuni casi in cui naloxone può essere usato come trattamento. Il naloxone è una sostanza chimica che agisce all'interno del sistema nervoso. È stato suggerito che ai giovani malati di CIPA vengano rimossi i denti da latte in modo che non possano mordersi la loro lingua, le labbra o le dita fino a che non diventino adulti.

## Prevalenza
La CIPA è una condizione estremamente rara. Vi sono 84 casi viventi documentati negli Stati Uniti e più di 300 in Giappone. Solo un caso è documentato in Nuova Zelanda, mentre due casi sono stati individuati in Marocco e quattro in Italia. Sessanta casi sono stati riportati a livello mondiale nel 1983, quando la CIPA è stata classificata come malattia.
La maggior parte dei bambini affetti da questo disturbo non vive oltre i 3 anni di età e raramente superano i 25 anni. La ragione della breve vita è spesso legata all'incapacità del malato di sudare; ciò porta a ipertermia, cui i bambini sono particolarmente sensibili. I segni vitali devono essere strettamente sorvegliati poiché i pazienti non sono generalmente in grado di avvertire qualcosa che non va.

## Cultura di massa
La serie manga e anime Loveless presenta un gruppo di quattro personaggi, lo Zero, con questa condizione.
Nell'episodio Insensibile della terza stagione della serie televisiva House, il paziente (Hannah Morganthal, interpretata da Mika Boorem) soffre di questa condizione.
Nell'episodio Fantasie della terza stagione della serie televisiva Grey's Anatomy, il personaggio di Abigail Breslin, Megan Clover, è diagnosticato con questa condizione.
La CIPA è presente in un episodio di Mystery Diagnosis dal titolo Il ragazzo che non ha mai pianto, con un ragazzo affetto dalla malattia. La condizione del ragazzo emerge per la prima volta dopo che la punta della lingua è ulcerata ed è accidentalmente morsa dalla ripetuta azione di esso che si muove contro i suoi crescenti denti incisivi.
Nell'episodio Il corriere della prima stagione della serie televisiva The Blacklist, un trasportatore criminale (interpretato da Robert Knepper) è diagnosticato con anidrosi congenita.
Nel romanzo visivo giapponese Dramatical Murder, il personaggio Noiz soffre di CIPA e partecipa alla simulazione di combattimento denominata Rhyme per sentire l'illusione del dolore.
Ronald Niedermann è un personaggio antagonista nel romanzo di Stieg Larsson La regina dei castelli di carta, un criminale che nasce con una "condizione rara" che gli rende impossibile sentire il dolore.
Nella serie tv coreana Doctor John (in coreano: 의사요한), ben due personaggi soffrono di CIPA ed è uno dei temi principali, in quanto il protagonista ne è affetto.
Nel film "Mr. Morfina" (2025) il protagonista Nathan Caine è affetto da una rara malattia, l'insensibilità congenita al dolore, e deve salvare la sua ragazza da una rapina in banca, durante la quale lei viene presa in ostaggio da una banda di rapinatori travestiti da Babbo Natale.